# Marco Brunetti

Bischofswappen von Marco Brunetti

Marco Brunetti (* 6. Juli 1962 in Turin, Italien) ist ein italienischer Geistlicher und römisch-katholischer Bischof von Alba.

## Leben
Marco Brunetti wuchs im Turiner Stadtteil Nichelino auf und trat für den Beusch der Mittel- und Oberschule in das Knabenseminar in Giaveno ein. Anschließend trat er in das Priesterseminar ein und studierte an der Theologischen Fakultät von Norditalien. Außerdem erwarb er einen Abschluss an der Internationalen Institut für Theologie der Krankenpastoral Camillianum in Rom. Am 7. Juni 1987 empfing er das Sakrament der Priesterweihe für das Erzbistum Turin.
Neben verschiedenen Aufgaben in der Pfarrseelsorge leitete er ab 1996 die Krankenpastoral im Erzbistum Turin und ab 2006 in der Kirchenregion Piemont. Im Jahr 2010 wurde er zum Domkapitular des Metropolitankapitels am Turiner Dom ernannt.
Am 21. Januar 2016 ernannte ihn Papst Franziskus zum Bischof von Alba. Die Bischofsweihe spendete ihm der Erzbischof von Turin, Cesare Nosiglia, am 13. März desselben Jahres. Mitkonsekratoren waren der Alterzbischof von Turin, Severino Kardinal Poletto, und sein Amtsvorgänger in Alba, Giacomo Lanzetti.